# Hoshiarpur
Hoshiarpur è una città dell'India di 148.243 abitanti, capoluogo del distretto di Hoshiarpur, nello stato federato del Punjab. In base al numero di abitanti la città rientra nella classe I (da 100.000 persone in su).

## Geografia fisica
La città è situata a 31° 31' 56 N e 75° 55' 2 E e ha un'altitudine di 295 m s.l.m..

## Società

### Evoluzione demografica
Al censimento del 2001 la popolazione di Hoshiarpur assommava a 148.243 persone, delle quali 78.946 maschi e 69.297 femmine. I bambini di età inferiore o uguale ai sei anni assommavano a 15.626, dei quali 8.714 maschi e 6.912 femmine. Infine, coloro che erano in grado di saper almeno leggere e scrivere erano 116.147, dei quali 63.601 maschi e 52.546 femmine.